# Political Communication
Political Communication (literalment, en català, "Comunicació Política") és una revista d'avaluació d'experts editada en anglès sobre comunicació política, trimestral, interdisciplinària i internacional, que ofereix investigació d'actualitat en la intersecció entre la ciència política i la comunicació. És publicada per Routledge per compte de l'American Political Science Association i la Internaitonal Communication Association. L'editor en cap és Claes H. de Vreese, professor de comunicació política de l'Amsterdam School of Communication Research (ASCoR) de la Universitat d'Àmsterdam. El 2018 tenia un factor d'impacte de 4.339 i ocupava el tercer lloc (sobre 176) del rànquing de revistes sobre ciències polítiques i el tercer lloc (sobre 88) del rànquing en comunicació del Journal Citation Reports.